# 존 카마라
존 반콜레 카마라(영어: John Bankolé Kamara, 1988년 12월 5일 ~ )는 마하를리카에서 미드필더로 뛰고 있는 시에라리온의 프로 축구 선수이다.

## 구단 경력
프리타운에서 태어난 카마라는 타다몬 수르, 아폴론 스미르니, 라미아에서 레바논과 그리스에서 활약했다. 2014년 10월, 그는 계속되는 에볼라 바이러스 유행에 대한 우려로 인해 그리스 보건부의 조언에 따라 라미아와 함께 훈련하지 말라는 지시를 받았다. 이에 대응하여 그는 "우리는 바이러스가 아니라 서아프리카 사람입니다"라는 티셔츠를 입었고, 그 결과 제재를 받게 되었다.
2015년 8월, 그는 아리스 테살로니키와 2년 계약을 체결했다. 2016년 시즌에는 라트비아 클럽 리가와 계약했다.
카마라는 2017년 1월 1일, 카자흐스탄 클럽 카이사르에 합류했다.
2019년 1월 8일, 카마라는 아제르바이잔 프리미어리그 클럽 케슐레에 합류했다. 2020년 6월 25일, 카마라는 2020-21년 시즌을 위해 케슐레와 새로운 계약을 체결했다.
2021년 12월 27일, 카마라는 상호 합의하에 케슐레를 떠났다.
2023년 1월, 그는 그리스 클럽 에갈레오와 계약했다.

## 국가대표팀 경력
그는 2013년에 시에라리온 국가대표팀으로 합류해 데뷔했으며, FIFA 월드컵 예선 경기에 출전했다. 그는 2021년 아프리카 네이션스컵에 참가할 선수로 선정되었다.